# Louis Jouvet
Louis Jouvet (Crozon, 24. prosinca 1887. – Pariz, 16. kolovoza 1951.), francuski kazališni i filmski glumac i redatelj
Nastupao je na pariškim pozornicama od 1906. godine, interpretirajući niz karakterinih uloga, osobito u djelima Molierea, Beaumarchaisa i Musseta. Radio je i kao scenograf te se bavio tehničkim inovacijama pozornice. Od 1922. upravljao je vlastitom družinom u Comedie des Champs-Elyses, gdje ostvaruje poznatu kreaciju liječnika u komediji "Knock ili trijumf medicine" Julesa Romainsa, koju je 1440 puta interpretirao na pozornici, a kasnije i na filmu. 
Tijekom okupacije od 1941. do 1945. godine djelovao je u Švicarskoj i Južnoj Americi. Nakon rata imao je važnu ulogu u radiodifuziji na katedri za glumu na konzervatoriju, a vodio je i svoj ansambl na turneje u Englesku, Njemačku, Italiju i Egipat. Posljednji put nastupio je 1951. godine u drami "Đavo i dragi Bog" J.P. Sartrea. Tridesetih godina ostvario je uspjeh i na filmu. Njegovao je poseban stil, koji se odlikuje smislom za humor, psihološkom suptilnošću i stanovitom ironijom. Važan je i kao autor teatroloških te memoarskih djela ("Razmišljanja glumca", "Ugled i izgledi francuskih kazališta"). 
Filmovi:
- "Pozivnica na ples"
- "Na dnu"
- "Služavka"
- "Ljubavnici sami na svijetu"
- "Povijest jedne ljubavi"

## Vanjske poveznice
- Louis Jouvet u internetskoj bazi filmova IMDb-u (engl.)